# Заросляк каштановоголовий
Заросляк каштановоголовий (Arremon brunneinucha) — вид горобцеподібних птахів родини Passerellidae. Мешкає в Мексиці, Центральній та Південній Америці. Виділяють низку підвидів.

## Опис
Довжина птаха становить 19 см, вага 45 г. Тім'я каштанове, голова чорна, на лобі дві білі плями, воло біле. Верхня частина тіла темно-оливкова, крила дещо темніші. Білі груди відділені від білого горла чорною смугою. Боки грудией сірі, боки живота оливково-зелені. у молодих птахів тім'я палево-коричневе, обличчя палеве, верхня частина тіла, горло і груди оливково-коричневі.

## Таксономія
Каштановоголовий заросляк був описаний Фредеріком де Лафресне в 1839 році. Його довгий час відносили до роду Buarremon, однак за результатами молекулярно-філогенетичного дослідження птах був віднесений до роду Тихоголос (Arremon).

### Підвиди
Виділяють дев'ять підвидів:
- A. b. apertus (Wetmore, 1942) — південь штату Веракрус;
- A. b. brunneinucha (Lafresnaye, 1839) — Сан-Луїс-Потосі, західний і центральний Веракрус, південь Оахаки;
- A. b. alleni (Parkes, 1954) — Сальвадор, Гондурас і Нікарагуа;
- A. b. suttoni (Parkes, 1954) — від Герреро до центральної Оахаки;
- A. b. macrourus (Parkes, 1954) — Чіапас і південно-західна Гватемала;
- A. b. elsae (Parkes, 1954) — від Коста-Рики до центральної Панами;
- A. b. frontalis Tschudi, 1844 — східна Панама, Колумбія, Венесуела (за винятком північного заходу), Еквадор (за винятком півдня) і Перу;
- A. b. allinornatus (Phelps & Phelps Jr, 1949) — північно-західна Венесуела;
- A. b. inornatus (Sclater, PL & Salvin, 1879) — південний Еквадор.

Деякі дослідники пропонують виділити новий вид тихоголосів під назвою Arremon kuehnerii, однак інші дослідники вважають його підвидом каштаноголового заросляка.

## Екологія
Каштановоголовий заросляк мешкає в густих тропічних і субтропічних гірських лісах . Птах живе на висоті 400-3500 м над рівнем моря.

## Поведінка
Каштановоголовий заросляк харчується комахами і павуками, яких шукає в лісовій підстилці, а також шукає ягоди і безхребетних на чагарниках. Шукає здобич в парах або невеликих зграйках.
Гніздо велике, чашоподібне, розміщене серед чагарників в яру або на невеликому дереві, на висоті до 2,5 м над землею. В кладці 2 білих або блактинуватих яйця. Інкубаційний період триває 13-14 днів. Насиджує яйця лише самиця.